# Barn sjunger 20 mest önskade
Barn sjunger 20 mest önskade är en serie barnskivor där barn sjunger 20 låtar ur i ett särskilt tema.

## Barn sjunger 20 mest önskade Astrid Lindgren
Barn sjunger 20 mest önskade Astrid Lindgren gavs ut 2000,och innehåller sånger av den svenska författaren Astrid Lindgren. Albumet är producerat av Keith Almgren och Janne Lundqvist utom spår 1,4,5,7,9,12,13 som har producerats av Bo Waldersten.

### Låtlista
1. Här kommer Pippi Långstrump
2. Pippis sommarvisa / Sommaren är min - "Sommarsången"
3. Pilutta-visan - "Pilutta-visa" (STIM)
4. "Lille katt" / Idas visa
5. "Liten visa om huruledes livet är kort liksom kärleken"
6. Du kära lilla snickarbo - "Du käre lille Snickerbo"
7. "Hujedamej sånt barn han var"
8. Falukorvs-visan - "Falukorvsvisan"
9. Emils opp och ner visa - "Opp och nervisan"
10. "Idas sommarvisa" / Jag gör så att blommorna blommar
11. "Kattvisan" / Tänk jag drömde i natt
12. "Sjörövar-Fabbe" - "Sjörövar Fabbe"
13. Mors lilla lathund
14. Rövarsången - ur Ronja Rövardotter
15. "Rumpnissarnas visa"
16. Bom sicka bom - "Bom-sicka-bom"
17. Kalle Teodor
18. Världens bästa Karlsson
19. Luffarvisan - "Luffar visan"
20. "Vargsången"
21. Törnrosadalens frihetssång - "Frihetssången"
22. Liten vaggvisa / "Sov alla"

## Barn sjunger 20 mest älskade TV-favoriter
Barn sjunger 20 mest önskade TV-favoriter gavs ut 2000 och innehåller kända barnsånger från TV. Albumet är producerat av Keith Almgren och Janne Lundqvist (utom spår 19 som är producerat av Bo Waldersten).

### Låtlista
1. Bolibompa (signatur)
2. Bananer i pyjamas
3. Fablernas värld
4. Alfons-visan
5. Björnes magasin (signatur)
6. Bamses signatur
7. Eva 1-20
8. Lilla spöket Laban
9. Balla Trazan Apansson
10. Fem myror är fler än fyra elefanter
11. Bamses födelsedag
12. Pelle-visan
13. Olyckans sång
14. Teletubbies
15. Smurfsången
16. Humle & Dumle
17. Rövarnas visa
18. Mumintrollen final
19. John Blund
20. Bolibompa (signatur)